# Historia del tatuaje
El tatuaje se ha practicado en diferentes culturas de todo el mundo desde el Neolítico, como demuestran cuerpos momificados, piezas artísticas y el registro arqueológico, según el pueblo como costumbre ritual, estética, de identidad, protección, curación o castigo.

## Origen
Se cree que esta era una práctica conocida por múltiples culturas y realizada de manera distinta. Es así como se tiene registro que en 1991 en un glaciar situado en la actual frontera entre Austria con Italia se encontró un cazador neolítico congelado de hace aproximadamente 5.300 años quien es llamado Ötzi y quien tenía espalda y rodillas tatuadas. Un segundo hombre fue encontrado en Siberia con un tatuaje en el hombro y por los estudios realizados se calcula que data de hace 2.600 años.  

### Egipto
Mientras en la cultura egipcia se tiene registro del tatuaje desde la XI dinastía (del 2160 al 1994 A.C), una de sus momias tatuadas más famosas es Amunet, quien era una sacerdotisa de la diosa de Hathor, que fue descubierta en la ciudad de Tebas. En ella se observan varios puntos y líneas tatuadas sobre su cuerpo. En la momia de Asecond se encuentran los mismos modelos, pero además tenía punteada su zona pélvica baja, con esto se llegó al consenso de que en Egipto los tatuajes se utilizaban solo en las sacerdotisas, se cree que era realizado casi exclusivamente por mujeres y que era un proceso donde se demostraba valentía o confirmaba la madurez. Egipto es de donde proviene los pigmentos de henna y donde se utilizaban agujas de oro. Se cree que los egipcios utilizaban el tatuaje en forma de prevención contra enfermedades, peligros y también un sentido mágico, algo que se fue perdiendo entre los griegos y romanos ya que para ellos los tatuajes servían para señalar el rango o posición social ya fuese para demostrar jerarquías militares o para indicar la propiedad sobre un esclavo

### Asia

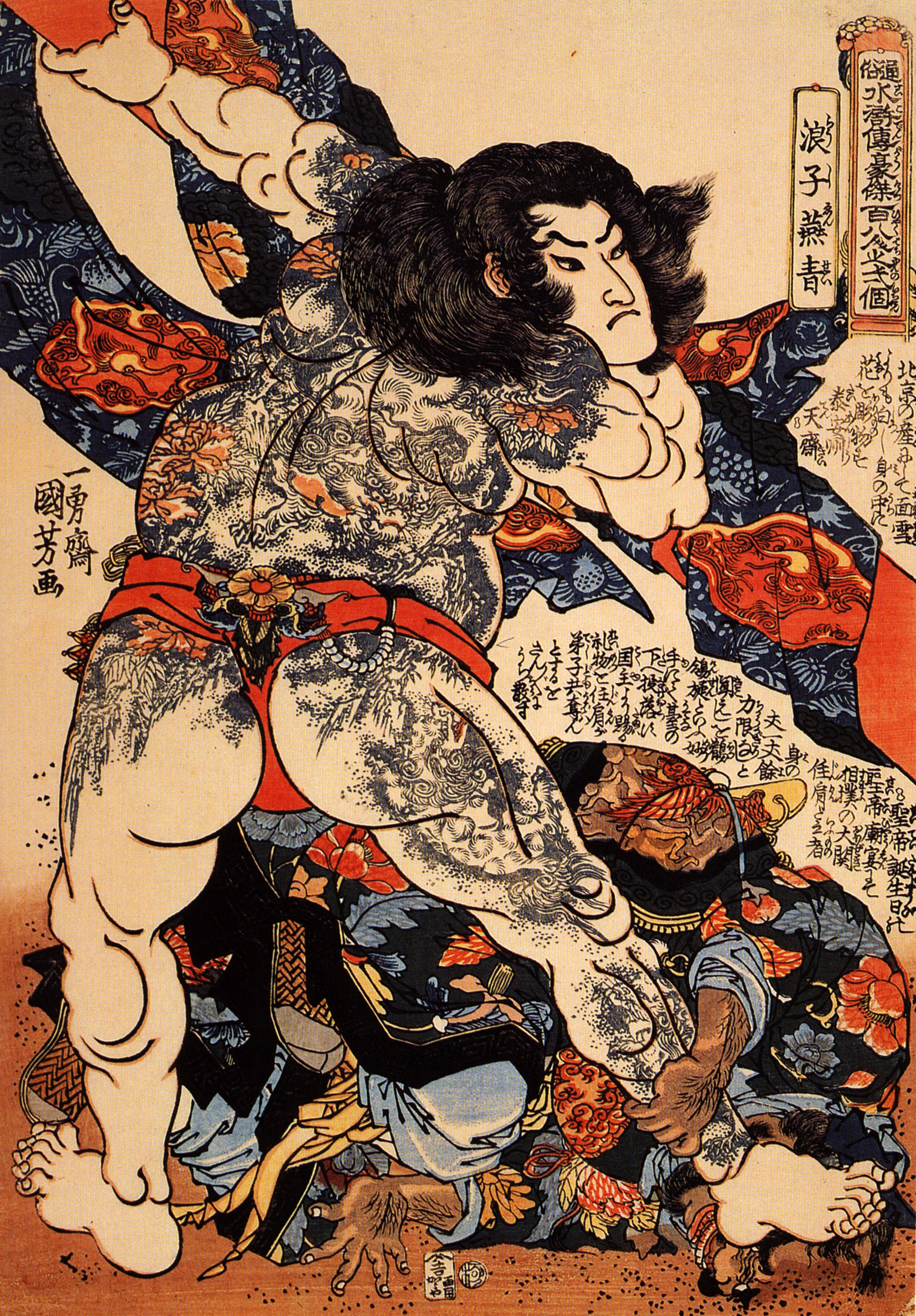
Roshi Ensei, con todo su cuerpo tatuado y con un pesado bastón en la mano. Utagawa Kuniyoshi, alias Ichiyusai (1797-1861), artista japonés de la escuela ukiyo-e.

Aproximadamente en el 1000 a. C. el tatuaje comenzó a tener entrada en las rutas comerciales de India, Japón y China. En Japón el tatuaje era utilizado como forma de marcar a los criminales quienes eran aislados por sus familias lo que constituía para ellos el peor de los castigos. La mafia japonesa llamada yakuza utilizaban el tatuaje como forma de expresar su valentía y su lealtad a la mafia. Ya en el siglo XVIII en el gobierno del emperador Matshuhito la interpretación que se le había connotado hasta entonces al tatuaje cambió, se convirtió en arte gracias a creencias supersticiosas, ya que se decía que la forma de la ceja y su ángulo definía la suerte y el carácter de las personas. A su vez el propio emperador ante la apertura de Japón al occidente en 1842 prohibió toda práctica de tatuajes y así no dar la impresión de salvajismo al mundo.  

### América
En Norteamérica el tatuaje era un rito simbólico y una única marca que permitía superar obstáculos en el camino hacia la muerte, se asociaba al mundo religioso y mágico. Y en América Central era una práctica común entre los nativos, quienes se tatuaban imágenes de dioses, específicamente los aztecas quienes tatuaban a los niños con el fin de rendir tributo a dioses como Quauhtli.
Sin embargo se cree que el tatuaje también era utilizado de forma de castigo para aquellos que cometían sacrilegio. 

### Europa
Los médicos griegos y romanos comenzaron a practicar la remoción de tatuajes. Poco a poco comenzó a abandonarse la práctica de los tatuajes en esclavos y criminales al extenderse el Imperio romano.  En 316, el emperador Constantino I hizo ilegal que los propietarios tatuasen la cara de sus esclavos como castigo.

### Oceanía
El tatuaje en la Polinesia fue uno de los más artísticos, estaba caracterizado por diseños geométricos elaborados, eran embellecidos y renovados durante toda la vida hasta que cubriera todo su cuerpo. Se cree que con la cantidad de tatuajes que tenía la persona en su cuerpo, era el respeto que merecía y la jerarquía que tenía dentro de su comunidad. Los maoríes sin embargo utilizaban sus tatuajes para la batalla y así poder asustar a su enemigo. Utilizaban como herramientas para realizar los tatuajes peines con dientes de huesos o de escamas de tortugas fijados a un mango de madera, estos eran sumergidos en una tinta hecha a base de carbón de nuez diluida en aceite o agua.
Por su parte, en Rapa Nui el tatuaje era llamado Tatú o Tá Kona y era el cosmético de excelencia, ya que se creía que conservaba el cutis sin arrugas a edad muy avanzada. La tinta la fabricaban de una forma especial, realizaban un hoyo en la tierra en el cual prendían fuego. Sobre el fuego echaban hojas secas de caña de azúcar y tapaban el hoyo con piedra pizarra lisa. El humo de las hojas subía hasta la piedra y la cubría de tizné el que luego raspaban para dejarlo caer dentro de una calabaza o de una piedra ahuecada. Una vez hecho esto mascaban caña de azúcar y el jugo que saliera lo escupían dentro de la calabaza o de la piedra formando la tinta. 
Como instrumento utilizaban pequeños huesos afilados de pequeñas dimensiones o espinas de pescado, y eran llamados uhi. 
Cada tatuaje realizado en distintas partes del cuerpo tenía su nombre especial: 
- Rima Kona en la muñeca o en el dorso de la mano
- Pare en los brazos
- Humu en las pantorrillas
- Retu en la frente
- Mata pea en el párpado inferior
- Pangaha'a en las mejillas
- Tu'u ha-ingoingo en la espalda

El retu era preferido por las mujeres y se componía de dos líneas paralelas en la parte más alta de la frente y de pintas redondas, el pangaha'a eran dos fajas en forma de cuña en ángulo recto sobre las mejillas, las figuras en el pecho variaban mucho algunos tenían tatuados la insignia de mando y otros anzuelos o diseños más pequeños. Y algunos tenían toda la cara tatuada y en la espalda fajas paralelas que la cubrían por completo. 
Aparte del tatuaje que era indeleble, existía la costumbre de pintarse todo el cuerpo en ocasiones de ritos, fiestas o ceremonias. Además para ellos el tatuaje formaba parte de su vestuario.
En 1595 el español Mendaña descubrió a las islas Fenua Enana mismas que bautizó como islas Marquesas. Pero no fue hasta 200 años después que se escribió sobre los tatuajes de los nativos, ahora denominados tatuajes marquesinos.
En las islas Marquesas los tatuajes tenían un significado erótico y sexual en las mujeres quienes se tatuaban los dedos de las manos y las orejas con diseños finos y sobre la vulva símbolos obscenos. Los hombres se tatuaban todo el cuerpo y para ellos tenía un mensaje mágico y religioso porque lo utilizaban como un tipo de armadura de protección física y espiritual

## Formas de realizar un tatuaje

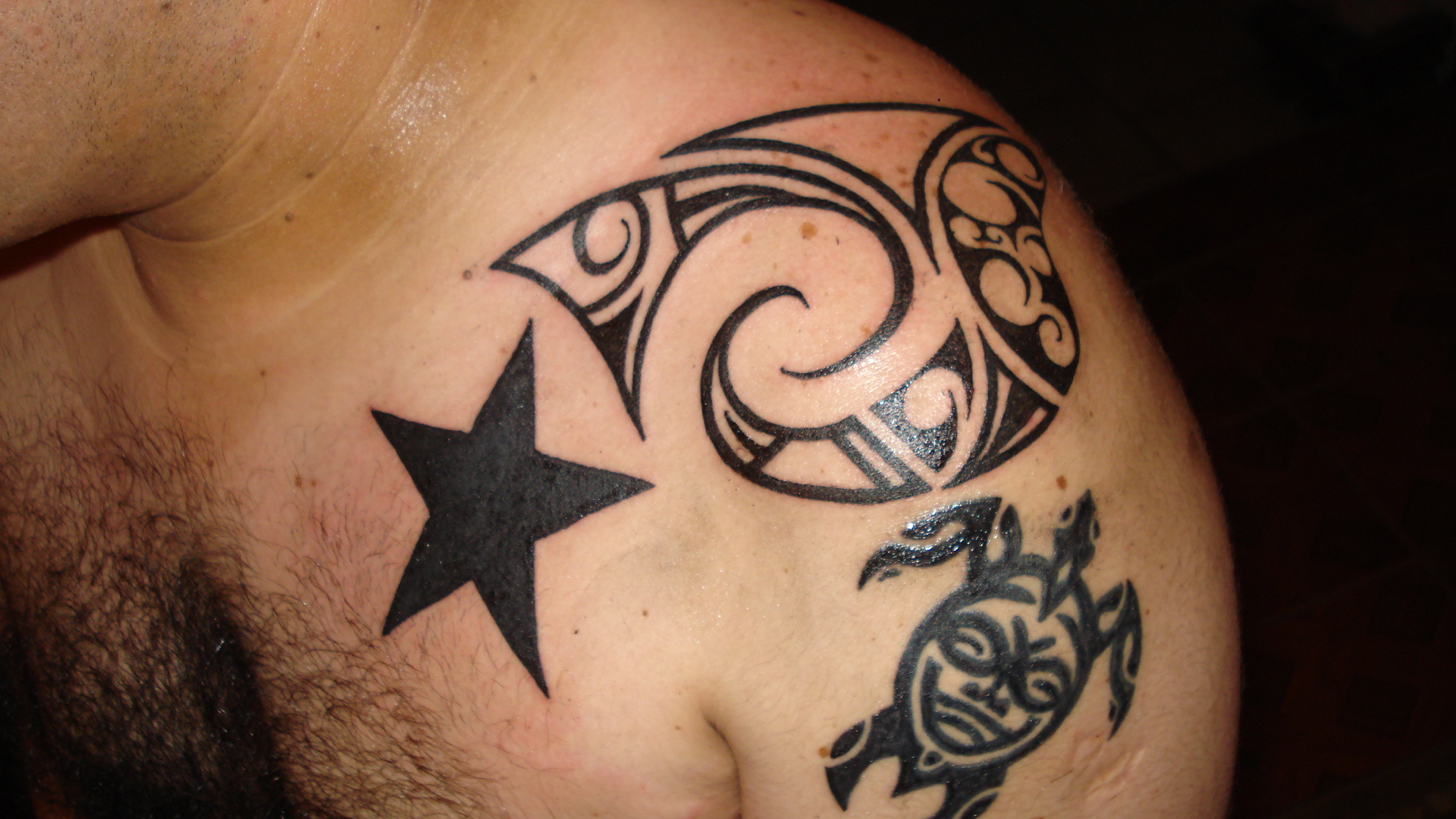
Tatuaje maorí + tribal.

### Tatuaje cosido
Es un tipo de tatuaje practicado en Asia septentrional en los pueblos de raza siberiana de los ostíacos, aquí realizan los tatuajes con aguja e hilo pasado previamente por alguna sustancia colorante, pasan el hilo bajo la piel siguiendo la forma del dibujo que se desee y al pasar el hilo va dejando el rastro del color formando la figura a tatuar. 

### Tatuaje por corte
Este tipo de tatuaje es realizado habitualmente en las prisiones. Se utilizan cuchillas, navajas o algún objeto cortante y el colorante lo consiguen de distintas formas, el negro lo sacan del humo de suela de goma quemada, de polvo de carbón u hollín; el rojo de polvo de ladrillo o simplemente utilizan tinta de bolígrafo el que no tiene muy buenos resultados ya que la tinta no es duradera. Para realizar el tatuaje dibujan sobre la piel la figura deseada, practican pequeños cortes en el contorno de la figura para luego depositar el colorante. 

### Escarificación
Es una forma practicada entre los pueblos de piel oscura, consiste en formar figuras en la piel mediante las cicatrices. Se sabe que en los nuba de Kau utilizan esta técnica. Aquí solo se tatúan las mujeres y ellas mismas se realizan los tatuajes, los instrumentos utilizados son espinas o cuchillas finas. La zona del cuerpo que tatuarán es untada en aceite y con este mismo realizan la forma que desean tatuar, con la espina se levanta la piel y con la cuchilla van cortando de forma rápida, al terminar se cubren el tatuaje con harina dura para calmar el dolor y proteger de infecciones. En ocasiones utilizan hierbas para que la cicatrices sean más claras y no desaparezcan tan fácilmente con el tiempo.

### Tatuaje por quemadura
Esta es una antigua costumbre que se utilizaba para marcar a los esclavos y hoy se utiliza solo para marcar el ganado. En esta técnica se utilizaba una vara de hierro con un sello forjado en un extremo el que era calentado al fuego hasta tal punto que el hierro fuera rojo vivo, en ese momento se colocaba sobre la piel de la persona que se deseaba marcar, esto producía quemaduras que más tarde dejaría cicatrices con la forma del sello. 
Existe también otra forma, con un elemento afilado se realizaban cortes en la piel y antes de que comenzará el proceso de cicatrización se vertía pólvora en los cortes y se le prendía fuego quedando cicatrices de color azul oscuro.

## Renacimiento del tatuaje
Se sabe que Marco Polo relata que en su viaje a Yunán encontró a personas tatuadas y en el siglo XVI John Hawkins descubrió indios tatuados en Florida. Sin embargo los que introdujeron el tatuaje en la sociedad occidental fueron los expedicionarios ingleses cuyo capitán era Cook en su vuelta de Tahití en 1771, estos aprendieron a realizar los tatuajes en la Polinesia e instalaban sus centros en los puertos, es por este hecho que se atribuyen los tatuajes a los marineros. Poco a poco se fue creando la fama del tatuaje entre los marineros y empezó a asociarse los tatuajes con la clase más baja y con los delincuentes, ya que algunos marineros se embarcaban por largos periodos para evitar la justicia. En uno de los viajes de Cook se descubrió el arte Moko entre los maoríes de Nueva Zelanda, era un tatuaje tribal que identificaba a cada individuo y su estatus dentro de un grupo, hacía a la persona única e inconfundible y mientras más complicado el diseño mayor era el ascenso en su rango social,  comenzaban a los 8 años era un proceso que duraba meses, y que daba como resultado diseños negros en espiral en los que pensaban que podían atrapar la energía cósmica y a rayas. 
Tuvo una reivindicación durante la Guerra civil en América, donde se encuentra uno de los primeros tatuadores profesionales C.H Fellows, y se crea el primer estudio de tatuajes en 1870 en NY por Martin Hildebrant. Y en 1891 se creó la primera máquina de tatuar por Samuel O’Reilly.  
Luego de este suceso se mantuvo la cultura del tatuaje en “pausa” para volver a renacer en 1960 con los hippie, quienes abandonaron los motivos marineros y empezaron a realizar tatuajes más coloridos, acordes a esa época. Con este hecho comenzó la popularización de los tatuajes. 
Actualmente en las tribus de Nueva Zelanda se sigue utilizando el tatuaje como ritos al igual que en Egipto. De hecho Borneo es uno de los pocos donde de forma tradicional se practica el tatuaje tribal.
En el siglo XIX la medicina legal comenzó a interesarse por los tatuajes, ya que servían como una forma de estudiar y conocer la personalidad de los criminales que llevaban tatuajes. Es así como estos estudios inspiraron a varios autores como Lacassagne, Baer y Batut a crear obras que abren nuevos caminos para la interpretación de un tatuaje, la que ha continuado hasta hoy.  
En el siglo XX comienza la técnica de micro pigmentación y en 1970 comienza a ser utilizada como práctica médica gracias al perfeccionamiento del material y la creación de tintas antialérgicas hechas a base de óxido de hierro en suspensión de alcohol y glicerol, esta nueva técnica fue utilizada en la pigmentación de labios, cejas y párpados